# Samhallutredningen
Samhallsutredningen var en enmansutredning tillsatt av regeringen Persson 2002 för att utreda Samhall:s roll och framtida utveckling i samhället.
Utredningen avslutades 2003 och föreslog att man skulle öppna upp marknaden för fler typer av sysselsättningar för arbetshandikappade.
Utredningen leddes av Jan Rydh.